# موی یات
موی یات (انگلیسی: Moy Yat؛ ۲۸ ژوئن ۱۹۳۸ – ۲۳ ژانویهٔ ۲۰۰۱) یک رزمی‌کار، نقاش، مُهرساز، آموزگار و پدیدآور اهل چین بود.
وی از سال ۱۹۵۷ تا ۱۹۷۲ میلادی، یکی از شاگردان ییپ من، استاد افسانه‌ای کونگ فوی سبک وینگ‌چون بود. پس از مرگ ییپ من در سال ۱۹۷۲، او به نیویورک رفت و تا زمان بازنشستگی در سن ۶۰ سالگی، به تدریس وینگ‌چون پرداخت.